# Galenara glaucaria
Galenara glaucaria là một loài bướm đêm trong họ Geometridae.